# Margit Téry-Adler
Margit Téry-Adler (* 12. November 1892 in Gyulafehérvár/Ungarn; † 18. März 1977 in Berlin) war eine ungarische Grafikdesignerin und Innenarchitektin.

## Beruflicher Werdegang
Margit Téry-Adler besuchte ab 1912 mehrere Kunstschulen in Wien und München. Sie studierte ab 1916 an einer privaten Kunstschule bei Johannes Itten. 1918 erfolgte die Heirat mit Bruno Adler. Zusammen mit Anny Wottitz, Friedl Dicker und Franz Singer und weiteren Schülern zog sie 1919 von Wien nach Weimar ans neugegründete Bauhaus. Dort war sie Lehrling, 1922 arbeitete sie im Utopia-Verlag (Leitung Bruno Adler), in dem ihre wohl bekannteste Arbeit entstand, das Titelblatt der Zeitschrift Utopia. Itten, Oskar Schlemmer und ihr Mann, der Kunsthistoriker Bruno Adler, gaben die Zeitschrift heraus. Das Signet des Verlags wurde ebenfalls von Margit Téry-Adler entworfen. 1922 nahm sie an der Bauhaus-Ausstellung in Calcutta teil. 1923 siedelte sie nach Karlsbad über, wo sie bis 1926 Kinder und Jugendliche nach der Vorkurs-Methode Ittens unterrichtete. 1928 heiratete sie Hugo Buschmann. Von 1929 bis 1933 produzierte sie gemeinsam mit Max Bornstein Lehrfilme für Arbeiterbildung. 1943 wurde sie durch die Gestapo verhaftet. Wie viele andere am Bauhaus tätigen Gestalter, darunter Naum Gabo und Hedwig Dülberg-Arnheitm, flohen auch Margit Téry-Adler und ihr Mann Bruno Adler nach England. Von 1945 bis 1962 hatte sie die künstlerische Leitung der Werbeabteilung der Eternit-Betriebe Deutschland sowie der Vereinigten Schlesischen Granitwerke inne. Zu ihren Aufgaben gehörte es auch, die farbliche Gestaltung der Fabrikhallen und Büroräume sowie deren Möblierung zu bestimmen. Die Lehre Ittens, in der Bewegung eine zentrale Rolle spielt, ist sowohl in dem Utopia-Titelblatt sichtbar, als auch in späteren Werbearbeiten wie beispielsweise dem Kalender des Kölner Tageblattes 1930. Ab 1962 widmete sie sich der freien Kunst.

## Werke
Das Frühwerk der Künstlerin wurde im Krieg fast vollständig vernichtet oder ist verschollen. Das Utopia-Titelblatt befindet sich in zahlreichen musealen Sammlungen, darunter das Museum für Kunst und Gewerbe Hamburg und die National Gallery of Australia. Das Ausstellungsplakat ›Kind und Kunst‹ befindet sich in der Kunstbibliothek Berlin. Weitere Werke befinden sich im Bauhaus-Archiv Berlin sowie der Klassik Stiftung Weimar.

## Ausstellungen
- „Margit Téry-Adler und Freunde.“ Bauhaus-Museum der Kunstsammlungen zu Weimar, 1997.[3]
- „Modell Bauhaus. 1919–2009.“ Martin-Gropius-Bau Berlin, 2008.
- „Das Bauhaus kommt aus Weimar.“ Klassik Stiftung Weimar, 2008.